# Communauté bactérienne
Une communauté bactérienne est un ensemble de bactéries de différentes espèces vivant dans un même biotope, qui pour certains aspects se comporte comme un tout, chaque espèce contribuant pour sa part aux fonctions de la communauté.
Les plus vieilles communautés bactériennes en bon état de conservation datent de 2,1 Ga, dans le Francevillien du Gabon. Les microbialites (des roches organo-sédimentaires) vieilles d'au moins 3,5 Ga témoignent sans doute d'une plus grande ancienneté de ces communautés,.